# 言語間距離
言語間距離（Linguistic distance)とは、ある言語間（あるいは方言間）の差異の程度である。言語間距離を定量化する統一されたアプローチは無いが、言語学の実践者は、第二言語習得、歴史言語学、言語が基盤となる対立、言語の違いが貿易に及ぼす影響など、様々な状況でこの概念が使用される。